# Черляни (авіабаза)
Авіабаза Черляни (також наводиться як Авіабаза Городок) — авіабаза в Україні, розташована 5 км на південний схід від Городка, 26 км на північний захід від Львова.

## Історія
На аерозйомці Люфтваффе від 10 червня 1941 року аеродром перебував у стані будівництва. В операційній документації Люфтваффе перебував під назвою "Городок Ягеллонський".
Від 2 травня 1944 до 13 червня 1944 аеродромі базувався підрозділ Verbindungsstaffel 63. На озброєнні були літаки Ar 66, Ar 96, C.445, Fi 156, Fw 58, Go 145, He 111, Ju 52, Kl 35.
Від липня 1945 року до червня 1949 року аеродром базування 3 гвардійського винищувального Ростов-Донського Червонознаменного авіаполку ППО ВПС СРСР у складі 10-го винищувального авіаційного корпусу. На озброєнні були літаки Ла-5, МіГ-9 .
З 1951 року до моменту проголошення незалежності Україн на аеродромі базувався 230-й бомбардувальний авіаційний полк . 
| З    | По   | Літаки |
| ---- | ---- | ------ |
| 1951 | 1953 | Ту-2   |
| 1953 | 1974 | Іл-28  |
| 1968 | 1976 | Як-28  |
| 1976 | 1989 | Су-24  |
| 1988 | 1992 | Су-24М |

Полк було розформовано 1992 року в зв’язку з відмовою більшості особового складу скласти присягу Україні. Станом на 1992 рік на озброєнні перебувало 30 СУ-24М
У 1953 році біля с. Черляни був розміщений військовий гарнізон, пізніше побудована злітно-посадкова смуга та авіабаза винищувачів. 
До 1968 року на аеродромі базувався 159-й винищувальний авіаполк. 
У 1969 році на базі аеродрому був утворений 104-й винищувальний авіаційний полк, який перебував на аеродромі до червня 1971 року і був переміщений у Монголію. На той час на озброєнні були літаки МіГ-21ПФМ.
У 1971 році на базі аеродрому був створений 134-й авіаційний полк винищувачів-бомбардувальників. На озброєнні стояли літаки МіГ-17. У тому ж 1971 році, полк було передислоковано в Жангізтобе, Казахстан.
Злітно-посадкова смуга використовувалась і як резервний аеродром Львівського аеропорту. З будівництвом авіабази в с. Черляни збудовано військове містечко із відповідною інфраструктурою.
В 1993 на авіабазу перебазувався 69-й бомбардувальний авіаційний полк (30 СУ-24М) з авіабази "Овруч". Полк був розформований в 2000 році. Частина його літаків потрапила до 806-го бомбардувального авіаційного полку на Луцький аеродром, частина – на базу зберігання в Білій Церкві.
Після розформування Міністерство оборони України передало майновий комплекс Городоцькій райраді, майно було вивезене та частково розкрадене.
Зараз на місці авіабази розташовується приватний аеродром Ягеллон.

## Аварії
| Дата       | Літак   | Опис |
| ---------- | ------- | --- |
| 20.01.1978 | Су-24   | після здійснення посадки на швидкості 290 км/год пілот невдало здійснив гальмування, інструктор у керування не втручався. Літак при зрулюванні з ЗПС на великій швидкості зійшов правим колесом на разм'яклий ґрунт, торкнувся правою площиною землі і перекинувся. |
| 10.12.1980 | СУ-24   | при зрулюванні з ЗПС на підвищеній швидкості літак перекинувся |
| 22.07.1982 | Су-17М3 | при перельоті з іншого аеродрому розбився біля Черлян. Пілот загинув. |